# TuS Jena
Der TuS Jena war ein Sportverein aus der thüringischen Stadt Jena. Er hatte etwa 2200 Mitglieder und war in sieben Abteilungen gegliedert.

## Geschichte
Der Verein entstand mit dem Ende des Sportclub-Systems der DDR aus dem SC Motor Jena. So starteten die Olympiasiegerin von 1988 Petra Felke und die Olympiasiegerin von 1992 Heike Drechsler erst beim SC Motor und nach der Wende für TuS. Am 25. November 2011 meldete der Verein Insolvenz an.

### Basketball
Die Basketballabteilung des TuS Jena entstand 1993. Von 2000 bis 2006 spielte man in der 2. Basketball-Bundesliga. 2005 wurde die erste Herrenmannschaft, die seit dem Aufstieg in die Basketball-Bundesliga 2007 als Science City Jena auftrat, in die Baskets Jena GmbH ausgegliedert. Die Frauen traten unter dem Namen TuS Jena Burgaupark Ladybaskets von 2008 bis 2011 in der 2. Damen-Basketball-Bundesliga an. Die Nachwuchsmannschaften traten in der Nachwuchs-Basketball-Bundesliga unter dem Namen FUNKWERK Junior Baskets Jena und in der Jugend-Basketball-Bundesliga als PlanOrg Junior Baskets Jena an. Nach der Insolvenz des Vereins erfolgte 2011 die Gründung des Science City Jena e. V., der sich fortan um die Nachwuchsarbeit und den Breitensport kümmert.

### Leichtathletik
Die Leichtathletik-Abteilung bestand seit 1990 und zählte rund 270 Mitglieder. Anfangs waren Petra Meier-Felke bis zu ihrem Karriereende 1992 und Heike Drechsler bis zum Vereinswechsel nach der Saison 1994 die Aushängeschilder der Abteilung. Dann starteten während ihrer ganzen Karriere die Weltklasseathleten Falk Balzer und Anja Rücker für TuS Jena. Die letzten Aushängeschilder des Vereins waren die Weitspringerin Sophie Krauel, die Dreispringerin Katja Demut sowie die Nachwuchssprinter Robert Hering und Roy Schmidt. Nach der Insolvenz gründeten die Leichtathleten 2011 den LC Jena.

### Ringen
Der TuS Jena rang in der Vergangenheit mehrere Saisons in der 1. Bundesliga. 2005 erhielt Jena vom DRB den Zuschlag als Bundesleistungszentrum für Jugendliche bis 20 Jahre. 2010 verließen die Ringer den Verein und gründeten mit dem KSC Motor Jena einen eigenen Club.

### Weitere Abteilungen
Der TuS Jena unterhielt außerdem Abteilungen im Judo, Turnen, Behindertensport und Fitness. Die Judoka gründeten nach der Insolvenz 2011 den JC Jena und die Turner die TSG Jena.